# Kurt Mühlethaler

Kurt Mühlethaler (ca. 1980)

Kurt Mühlethaler (* 27. Oktober 1919 in Lützelflüh, Grünenmatt; † 17. Mai 2002 in Zürich) war ein Schweizer Zellbiologe.
Mühlethaler studierte ab 1939 Naturwissenschaften an der ETH Zürich mit dem Abschluss 1944 (wonach er bei der Firma Trüb, Täuber & Cie. in Zürich arbeitete) und der Promotion 1947 (Elektronenoptische Untersuchungen über den Feinbau von Gelen) bei dem Pflanzenphysiologen Albert Frey-Wyssling. Als Post-Doktorand war er in den USA. 1951 wurde er wissenschaftlicher Mitarbeiter an der ETH Zürich, ab 1953 Privatdozent, 1959 ausserordentlicher Professor für Elektronenmikroskopie, 1965 ordentlicher Professor für Molekularbiologie und 1981 für Zellbiologie. 1973 war er einer der Gründer des Instituts für Zellbiologie an der ETH Zürich.
1961 entwickelte er mit Hans J. Moor die Gefrierätztechnik in der Elektronenmikroskopie, mit der die Ultrafeinstruktur von Zellen besser untersucht werden konnte. Er entdeckte die Mikrofibrillenstruktur von Zellen und untersuchte Blattgrünkörner in Pflanzen mikroskopisch. 1967 erhielt er den Marcel-Benoist-Preis und 1969 wurde er Mitglied der Leopoldina.

## Schriften
- mit Albert Frey-Wyssling: Ultrastructural plant cytology, with an Introduction to molecular biology, Elsevier 1965